# Templul Coral din Craiova
Templul Coral din Craiova este un lăcaș de cult evreiesc din municipiul Craiova, localizat pe Str. Horezului nr. 15. El a fost construit în perioada 1829-1832. 

## Istoric
Prima comunitate evreiască din Craiova este atestată documentar încă de la mijlocul secolului al XVII-lea. Ea era de rit sefard (spaniol) (cunoscuți ulterior și ca rit oriental). În anul 1920 trăiau în Craiova  215 familii de evrei sefarzi. La începutul secolului al XX-lea au funcționat în Craiova trei sinagogi. În 1912 trăiau la Craiova 2988 evrei in 1930 2274 evrei, iar în 1942 - 1762. Majoritatea au emigrat în anii 1945-1990, mai ales în Israel. În 2016 erau înregistrați în comunitatea evreiască 88 evrei, majoritatea cu familii mixte. 
Templul actual a fost construit între anii 1829-1832 ca templu sefard care, ulterior, a fost dărâmat. mai târziu s-a ridicat în acest loc un Templu Coral pentru  comunitatea de evrei așkenazi lehi (polonezi). Inițial avea la exterior turnulețe de influență maură, care au dispărut cu ocazia refacerilor. În anul 1887, arhitectul Birkental a restaurat clădirea templului. Comunitatea așkenază s-a denumit începând din 1900 „Comunitatea israelita-română de rit occidental°
Avariat de cutremurul din 4 martie 1977, Templul Coral a necesitat lucrări de reparații care au avut loc în 1982.  Restaurările repetate au dăunat identității clădirii. Templul sefard din Craiova a fost distrus în cutremur.
În lista sinagogilor din România publicată în lucrarea Seventy years of existence. Six hundred years of Jewish life in Romania. Forty years of partnership FEDROM – JOINT, editată de Federația Comunităților Evreiești din România în anul 2008, se preciza că Templul Coral din Craiova era în funcțiune în zilele de sărbătoare.
În timpul dictaturii antonesciene din anii 1941-1944 s-a organizat în subsolul sinagogii o școală neoficială pentru câțiva elevi de liceu evrei care fuseseră excluși din liceele din oraș. 
Pe zidul templului sunt menționate numele a 62 ofițeri și soldați evrei din Oltenia care au servit în armata română, și au căzut în Primul Război Mondial (1916-1918)